# Popis hrvatskih veleposlanika u Bocvani
Republika Hrvatska i Republika Bocvana održavaju diplomatske odnose od 9. rujna 2005. Sjedište veleposlanstva je u Pretoriji.

## Veleposlanici
Hrvatska nema rezidentno veleposlanstvo u Bocvani. Veleposlanstvo RH u Republici Južnoj Africi pokriva Bocvanu, Burundi, Kenija, Komore, Lesoto, Madagaskar, Malavi, Mauricijus, Mozambik, Namibiju, Ruandu, Sejšele, Svazi, Ujedinjenu Republiku Tanzaniju, Ugandu, Zambiju i Zimbabve.
| Veleposlanik   | Postavljenje      | Opoziv             | Sjedište |
| -------------- | ----------------- | ------------------ | -------- |
| Ivan Picukarić | 3. prosinca 2008. | 31. prosinca 2010. | Pretoria |
| Nenad Prelog   | 25. ožujka 2015.  |                    | Pretoria |

## Vanjske poveznice
- Bocvana na stranici MVEP-a